# Масаинов, Олег Пантелеймонович
Олег Пантелеймонович Масаинов (21 июля 1926, Москва — 17 июня 1999, там же) — советский и российский мультипликатор, художник-оформитель игровых кукол. Заслуженный работник культуры РСФСР (1986). Участник Великой Отечественной войны.

## Биография
Родился в 1926 году в Москве в семье белогвардейского офицера. С 1943 по 1945 годы был курсантом Танкотехнического училища им.Тимошенко.
В 1950 по 1953 гг. учился в Театральном художественно-техническом училище на кафедре кукольной бутафории. С 1953 г. и до смерти в 1999 году работал художником-оформителем кукол на киностудии «Союзмультфильм». Участвовал в создании более 150 мультфильмов. Имеет медали ВДНХ (1978 г.,1980 г.,1981 г.). Член АСИФА.

## Фильмография

### Куклы и декорации
- «Двенадцатая ночь»
- «Концерт для двух солистов»
- 1954 — «Два жадных медвежонка»
- 1954 — «На даче»
- 1954 — «Танюша, Тявка, Топ и Нюша»
- 1956 — «Небесное созданье»
- 1956 — «Сказка о попе и о работнике его Балде»
- 1956 — «Чудесный колодец»
- 1957 — «Сказка о Снегурочке»
- 1957 — «Тихая пристань»
- 1958 — «Краса ненаглядная»
- 1959 — «Али-Баба и сорок разбойников»
- 1959 — «Влюблённое облако»
- 1959 — «Пересолил»
- 1960 — «Машенька и медведь»
- 1960 — «Петя-петушок»
- 1960 — «Прочти и катай в Париж и Китай»
- 1961 — «Заокеанский репортёр»
- 1961 — «Новичок»
- 1962 — «Баня»
- 1962 — «Летающий пролетарий»
- 1963 — «Мистер Твистер»
- 1963 — «Светлячок № 4. Наш карандаш»
- 1963 — «Как котёнку построили дом»
- 1964 — «Жизнь и страдания Ивана Семёнова»
- 1964 — «Левша»
- 1964 — «Лягушонок ищет папу»
- 1964 — «Страна Оркестрия»
- 1965 — «Добрыня Никитич»
- 1965 — «Медвежонок на дороге»
- 1965 — «Ни богу ни чёрту»
- 1965 — «Чьи в лесу шишки?»
- 1966 — «Автомобиль, любовь и горчица»
- 1966 — «Тимошкина ёлка»
- 1967 — «Варежка»
- 1967 — «Легенда о Григе»
- 1967 — «Ну и рыжик!»
- 1967 — «Приключения барона Мюнхаузена»
- 1967 — «Шесть Иванов — шесть капитанов»
- 1968 — «Белая шкурка»
- 1968 — «Не в шляпе счастье»
- 1968 — «Осторожно, щука!»
- 1969 — «Великие холода»
- 1969 — «Жадный Кузя»
- 1969 — «Золотой мальчик»
- 1969 — «Крокодил Гена»
- 1969 — «Пластилиновый ёжик»
- 1969 — «Солнечное зёрнышко»
- 1970 — «Бобры идут по следу»
- 1970 — «Отважный Робин Гуд»
- 1972 — «Заветная мечта»
- 1972 — «Мама»
- 1972 — «Мастер из Кламси»
- 1972 — «Новогодняя сказка»
- 1973 — «Аврора»
- 1973 — «Айболит и Бармалей»
- 1973 — «Волшебные фонарики»
- 1973 — «Про Петрушку»
- 1974 — «Ваня Датский»
- 1974 — «Карусельный лев»
- 1974 — «Шапокляк»
- 1975 — «В гостях у гномов»
- 1975 — «Новогодний ветер»
- 1975 — «Уступите мне дорогу»
- 1976 — «Зайка-зазнайка»
- 1976 — «Как дед великое равновесие нарушил»
- 1976 — «Петя и волк»
- 1976 — «38 попугаев»
- 1977 — «38 попугаев. Бабушка удава»
- 1977 — «Жила-была курочка»
- 1977 — «Журавлиные перья»
- 1977 — «38 попугаев. Как лечить удава?»
- 1977 — «38 попугаев. Куда идёт слонёнок»
- 1977 — «Одна лошадка белая»
- 1977 — «Самый маленький гном (выпуск 1)»
- 1977 — «Старый дом»
- 1978 — «38 попугаев. А вдруг получится!»
- 1978 — «Вагончик»
- 1978 — «Метаморфоза»
- 1978 — «Чудеса среди бела дня»
- 1979 — «Домашний цирк»
- 1979 — «Жёлтый слон»
- 1979 — «38 попугаев. Зарядка для хвоста»
- 1979 — «38 попугаев. Завтра будет завтра»
- 1979 — «Последние волшебники»
- 1979 — «Про щенка»
- 1980 — «Разлучённые»
- 1980 — «Самый маленький гном (выпуск 2)»
- 1981 — «Бездомные домовые»
- 1981 — «Ёжик плюс черепаха»
- 1981 — «Самый маленький гном (выпуск 3)»
- 1982 — «Боцман и попугай (выпуск 1)»
- 1982 — «Дедушкин бинокль»
- 1982 — «Каша из топора»
- 1982 — «Рыбья упряжка»
- 1983 — «Боцман и попугай (выпуск 2)»
- 1983 — «Как старик наседкой был»
- 1983 — «Самый маленький гном (выпуск 4)»
- 1983 — «Сказка об очень высоком человеке»
- 1983 — «Хвастливый мышонок»
- 1983 — «Чебурашка идёт в школу»
- 1983 — «Весёлая карусель № 13»
- 1984 — «Ваня и крокодил»
- 1984 — «Волк и телёнок»
- 1984 — «Слонёнок пошёл учиться»
- 1984 — «Не хочу и не буду!»
- 1984 — «Чёрно-белое кино»
- 1985 — «Боцман и попугай (выпуск 3)»
- 1985 — «38 попугаев. Великое закрытие»
- 1985 — «Слонёнок заболел»
- 1985 — «Боцман и попугай (выпуск 4)»
- 1986 — «Боцман и попугай (выпуск 5)»
- 1986 — «Как потерять вес»
- 1987 — «Большой подземный бал»
- 1987 — «Исчезатель»
- 1987 — «Освобождённый Дон Кихот»
- 1987 — «Счастливый Григорий»
- 1987-1988 — «Три лягушонка»
- 1987 — «Щенок и старая тапочка»
- 1988 — «Сон»
- 1988 — «Кошка, которая гуляла сама по себе»
- 1988 — «Летели два верблюда»
- 1988 — «Мы идём искать»
- 1988 — «Свирепый Бамбр»
- 1988 — «Уважаемый леший»
- 1989 — «Античная лирика»
- 1989 — «Второе Я»
- 1989 — «Какой звук издаёт комар?»
- 1989 — «Квартет для двух солистов»
- 1989 — «Музыкальный магазинчик»
- 1989 — «Пришелец в капусте»
- 1990 — «Ёжик должен быть колючим?»
- 1990 — «Как Ниночка царицей стала»
- 1990 — «По следам Бамбра»
- 1991 — «Сказка»
- 1991 — «На чёрный день»
- 1991 — «Ванюша и космический пират»
- 1991 — «38 попугаев. Ненаглядное пособие»
- 1991 — «Комната смеха»
- 1991 — «Ловушка для Бамбра»
- 1992-1995 — «Шарман, Шарман!»
- 1992 — «Слонёнок-турист»
- 1992 — «Буря»
- 1993 — «Деревенский водевиль»
- 1993 — «Сквозняк»
- 1994 — «Севильский цирюльник»
- 1994 — «Ах, эти жмурки!»
- 1994 — «Шарман, Шарман!-2»
- 1995 — «Шарман, Шарман!-3»
- 1995 — «Считалка для троих»
- 1995 — «Весёлая карусель № 29. Теремок»
- 1995 — «Теремок»